# كيريل ألكسندروفيتش نوفيكوف
كيريل ألكسندروفيتش نوفيكوف (بالروسية: Новиков, Кирилл Александрович)‏ هو حكم كرة قدم ولاعب كرة قدم ومدرب كرة قدم روسي في مركز الدفاع، ولد في 14 يناير 1981 في موسكو في روسيا. شارك مع منتخب روسيا تحت 21 سنة لكرة القدم. أما مع النوادي، فقد لعب مع دينامو موسكو.

## وصلات خارجية
- كيريل ألكسندروفيتش نوفيكوف على موقع قاعدة بيانات كرة القدم.إي يو (الإنجليزية)
- كيريل ألكسندروفيتش نوفيكوف على موقع Soccerway.com (الإنجليزية)
- كيريل ألكسندروفيتش نوفيكوف على موقع عالم كرة القدم.نت (الإنجليزية)